# The Manhattans
The Manhattans est un groupe vocal de soul américain. Le groupe est notamment connu pour la chanson Kiss and Say Goodbye, enregistrée en 1976, ainsi que Shining Star (en), en 1980, qui se sont toutes deux vendues à des millions d'exemplaires,.

## Histoire
Les Manhattans, originaires de Jersey City, dans le New Jersey, se sont formés en 1962 avec les membres George "Smitty" Smith, Edward "Sonny" Bivins, Winfred "Blue" Lovett, Kenny "Wally" Kelly et Richard "Ricky" Taylor. Bivins, Lovett et Kelly sont diplômés de la Lincoln High School, tandis que Taylor et Smith sont diplômés de la Snyder High School. Tous les cinq se sont engagés dans les forces armées et se sont réunis en tant que groupe après avoir quitté leurs branches respectives.
Le groupe connaît des difficultés à la fin de l'année 1970, lorsque George Smith tombe malade. Le chanteur n'étant plus en mesure de se produire, le groupe se met à la recherche d'un nouveau leader. Ils tentent d'abord de séduire le chanteur principal des Cymbals, Lee Williams, mais celui-ci refuse de quitter son groupe actuel. Le groupe renouvelle alors sa demande auprès de Gerald Alston (en), qui accepte et prend la place de leader. Smith meurt d'une tumeur au cerveau le 16 décembre 1970, 12 jours avant son 31e anniversaire.
Les Manhattans ont continué à enregistrer tout au long des années 1970, avec Gerald Alston au chant. Ils rencontrent un premier grand succès aux États-Unis avec There's No Me Without You en 1973, écrite par Bivins. Leur plus grand succès fut ensuite Kiss and Say Goodbye, sortie en mars 1976, écrite par Blue Lovett et arrangée et coproduite avec le groupe par le producteur de disques Bobby Martin, basé à Philadelphie et ancien membre du groupe de musiciens de session MFSB. La chanson est rapidement devenue numéro un des hit-parades dans plusieurs pays, dont le Billboard Hot 100 aux États-Unis, et est devenue le premier single à être certifié disque de platine, après que la RIAA ait introduit ce niveau de certification en 1976. En 1976, Taylor quitte le groupe pour se consacrer à sa conversion à l'islam et meurt en 1987 des suites d'une longue maladie.
Le groupe continue en tant que quartet et connaît un nouveau succès en mars 1980 avec la sortie de Shining Star, qui atteint la cinquième place du Billboard Hot 100 et la quatrième place du classement R&B, et reçoit un Grammy Award au printemps suivant,. Le groupe se maintient jusqu'en 1988. Cette année-là, Gerald Alston part enregistrer en solo et obtient plusieurs grands succès R&B à la fin des années 1980 et au début des années 1990 pour Motown.

### Depuis les années 1990

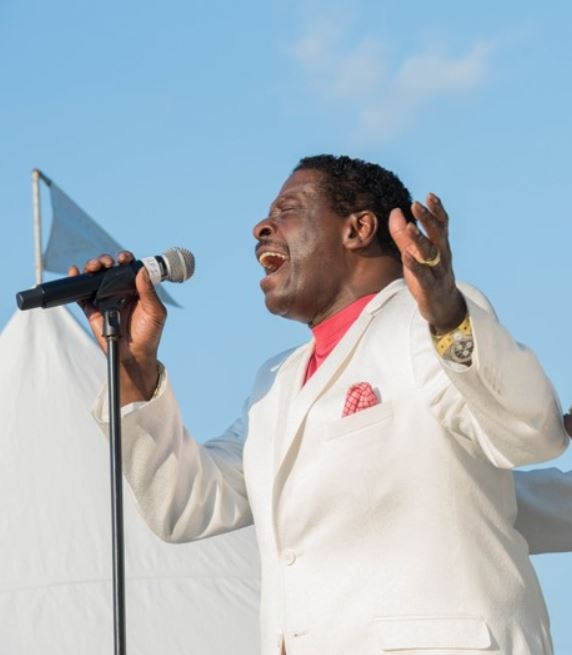
Gerald Alston en 2019.

Le groupe The Manhattans a connu de nombreux changements de composition au fil des ans. En 1990, Blue Lovett a quitté le groupe pour des raisons de santé, suivi de Kenny Kelly qui a décidé de retourner à l'université pour obtenir son doctorat. Le fondateur du groupe, Richard Bivins, a recruté de nouveaux membres tels que Charles Hardy et Harsey Hemphill. À la fin de l'année 1990, Alvin Pazant a rejoint le groupe, suivi de Wade Taylor en remplacement de Roger Harris en avril 1991, et finalement Lee Williams en juillet de la même année. 
Depuis les années 2000, il y a deux versions de The Manhattans. La première version comprend initialement Bivins, Hardy, Hemphill, Pazant et Williams. Ils ont notamment sorti l'album Manhattans Now en 1994 et ont également joué dans deux pièces de théâtre en 2003 et 2007. En 2015, Lee Williams prend sa retraite et est remplacé par Keni Jackson en tant que nouveau chanteur. Et ils continuent toujours à se produire, avec la même composition en 2018. 
L'autre version comprend Blue Lovett et Gerald Alston, accompagnés de Troy May et David Tyson. Cette formation sort plusieurs albums et est apparue dans des émissions spéciales et des spectacles aux États-Unis. Le chanteur Gerald Alston est le seul membre encore en vie de la période de succès du groupe.
Edward "Sonny" Bivins, membre fondateur des Manhattans, est décédé le 3 décembre 2014 à l'âge de 78 ans. Il a chanté sur tous les succès des Manhattans depuis la création du groupe, et a écrit nombre de leurs chansons à succès. Il a dirigé les Manhattans jusqu'à sa mort. Quelques jours plus tard, Winfred "Blue" Lovett, chanteur et auteur-compositeur originel du groupe, est décédé le 9 décembre 2014 à l'âge de 78 ans. Sa voix basse est entendue sur de nombreux succès des Manhattans, y compris l'intro parlée de Kiss and Say Goodbye. Il est remplacé par le cousin de Gerald Alston, Dwight Fields, dans le groupe The Manhattans featuring Gerald Alston jusqu'à sa mort le 26 août 2016.
Kenneth "Wally" Kelly, le dernier membre survivant du groupe, est décédé le 17 février 2015 à l'âge de 74 ans. David Tyson, membre de la formation avec Gerald Alston, est décédé des suites d'une maladie le 17 février 2022, à l'âge de 62 ans.

## Membres
« The Manhattans of Sonny Bivins »
- Keni Jackson (depuis 2015) – chanteur principal
- Charles Hardy (depuis 1990) – chœurs
- Harsey Hemphill (depuis 1990) – chœurs
- Kirk Hill Jr. – chœurs

« The Manhattans featuring Gerald Alston »
- Gerald Alston – chanteur principal (1970-1988, depuis les années 2000)
- Troy May – chœurs
- Lawrence “Weas” Newton – chœurs

### Anciens membres
Membres originels (The Manhattans)
- George "Smitty" Smith (1962-1970)
- Edward "Sonny" Bivins (1962-2014)
- Winfred "Blue" Lovett (1962-1990)
- Kenny "Wally" Kelly (1962-1990)
- Richard "Ricky" Taylor (1962-1976)

## Discographie

### Albums studio
| 1966                                                                              | Dedicated to You           | —   | 19 | —  | —  | — | —  |             |
| 1967                                                                              | For You and Yours          | —   | —  | —  | —  | — | —  |             |
| 1970                                                                              | With These Hands           | —   | —  | —  | —  | — | —  |             |
| 1972                                                                              | A Million to One           | —   | 35 | —  | —  | — | —  |             |
| 1973                                                                              | There's No Me Without You  | 150 | 19 | —  | —  | — | —  |             |
| 1974                                                                              | That's How Much I Love You | 160 | 59 | —  | —  | — | —  |             |
| 1976                                                                              | The Manhattans (en)        | 16  | 6  | 39 | 11 | 3 | 37 | - RIAA : Or |
| 1977                                                                              | It Feels So Good (en)      | 68  | 12 | —  | 78 | — | —  | - RIAA : Or |
| 1978                                                                              | There's No Good in Goodbye | 78  | 18 | —  | —  | — | —  |             |
| 1979                                                                              | Love Talk                  | 141 | 20 | —  | —  | — | —  |             |
| 1980                                                                              | After Midnight (en)        | 24  | 4  | —  | 77 | — | —  | - RIAA : Or |
| 1981                                                                              | Black Tie                  | 86  | 21 | —  | —  | — | —  |             |
| 1983                                                                              | Forever by Your Side       | 104 | 17 | —  | —  | — | —  |             |
| 1985                                                                              | Too Hot to Stop It         | 171 | 44 | —  | —  | — | —  |             |
| 1986                                                                              | Back to Basics             | —   | —  | —  | —  | — | —  |             |
| 1989                                                                              | Sweet Talk                 | —   | —  | —  | —  | — | —  |             |
| 1994                                                                              | Now                        | —   | —  | —  | —  | — | —  |             |
| 2001                                                                              | ...Even Now...             | —   | 83 | —  | —  | — | —  |             |
| "—" denotes a recording that did not chart or was not released in that territory. |                            |     |    |    |    |   |    |             |

### Compilations
- 1980 : Greatest Hits
- 1995 : The Best of the Manhattans: Kiss and Say Goodbye
- 2000 : Love Songs
- 2002 : Super Hits

### Singles notables
- 1965 : I Wanna Be (Your Everything)
- 1973 : There's No Me Without You
- 1974 : Don't Take Your Love
- 1975 : Hurt (en)
- 1976 : Kiss and Say Goodbye
- 1976 : I Kinda Miss You
- 1977 : It Feels So Good to be Loved So Bad
- 1977 : We Never Danced to a Love Song
- 1978 : Am I Losing You
- 1980 : Shining Star (en)
- 1983 : Crazy (en)